# Focke-Wulf Ta 154
El Focke-Wulf Ta 154 Moskito fue un caza nocturno bimotor alemán de la Segunda Guerra Mundial. Fue diseñado por Kurt Tank y producido por Focke-Wulf a finales de la guerra con características similares al veloz avión británico De Havilland Mosquito. Sólo fueron fabricados unos pocos aviones de producción que resultaron tener menor rendimiento que los prototipos.

## Especificaciones (Ta 154 A-1)
Referencia datos: angelfire.com

### Características generales
- Tripulación: 2
- Longitud: 12,55 m
- Envergadura: 16,3 m
- Altura: 3,6 m
- Superficie alar: 31,40 m²
- Peso vacío: 6.600 kg
- Peso máximo al despegue: 9.950 kg
- Planta motriz: 2× motor V12 refrigerado por líquido Junkers Jumo 211N.
  - Potencia: 1103 kW (1479 HP; 1500 CV) cada uno.
- Hélices: 1× tripala por motor.

### Rendimiento
- Velocidad máxima operativa (Vno): 615 km/h (382 MPH; 332 kt)
- Alcance: 1400 km (756 nmi; 870 mi)
- Techo de vuelo: 9500 m (31 168 ft)
- Régimen de ascenso: 15 m/s (2953 ft/min)

### Armamento
- Cañones: 6× 

  - 2× MG 151 de 20 mm
  - 2× MK 108 de 30 mm en el morro
  - 2× MK 108 de 30 mm tipo Schräge Musik

### Desarrollos relacionados
- Focke-Wulf Ta 211

### Aeronaves similares
- de Havilland Mosquito
- Grumman F7F Tigercat
- Heinkel He 219

### Secuencias de designación
- Sistema de designación aeronaves del RLM: ← Ta 152 · Kl 152 · Ta 153 · Ta 154 · BV 155 · Fi 156 · Fi 157 →

### Listas relacionadas
- Anexo:Aeronaves militares de Alemania en la Segunda Guerra Mundial